# Sabatinca aemula
Sabatinca aemula là một loài bướm đêm thuộc họ Micropterigidae. Nó được Philpott miêu tả năm 1924. Loài này có ở Mount Arthur tableland in New Zealand.
Con lớn được tìm thấy vào tháng 12.